# Урва ибн аз-Зубайр
Абу Абдуллах Урва́ ибн аз-Зуба́йр аль-Асади́ (араб. عروة بن الزبير‎, ок. 644, Медина — 713, совр. Сирия) — один из семи правоведов (факихов) Медины времён табиинов, историк.

## Биография
1. Касим ибн Мухаммад
2. Хариджат ибн Язид
3. Сайид ибн аль-Мусайб
4. Урва ибн аз-Зубайр
5. Абдуллах ибн Абдуллах
6. Абдуррахман ибн аль-Харем
7. Сулейман ибн Ясар

Он родился в начале правления халифата от Усмана в Медине. Урва ибн аль-Зубайр был сыном Асмы бинт Абу Бакр и аз-Зубайра ибн аль-Аввама. У него был брат Абдуллах ибн аз-Зубайр и сын Хишам ибн Урва. Пережил гражданскую войну, произошедшую после убийства Усмана. Урва посвятил свою жизнь изучению исламского права (фикха) и хадисов пророка Мухаммеда. Он был одним из 7 факихов Медины. Он передавал хадисы от Аиши бинт Абу Бакр, которая приходилась ему тётей. От него передавал хадисы Ибн Шихаб аз-Зухри.
Урва ибн Зубайр умер в 713 году.

## Труды
Урва написал много книг, но из-за опасения того, что они могут стать источниками власти наряду с Кораном книги были уничтожены им в день битвы при аль-Харра.
Урва известен тем, что написал одно из первых биографических сочинений (сира) о пророке Мухаммаде.